# アニュトス (ギリシア神話)

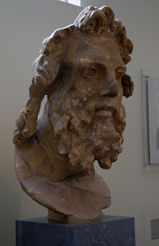
メッセニア地方の彫刻家ダーモポーンによるアニュトスの像。

アニュトス（古希: Ἄνυτος, Anytos）は、ギリシア神話の巨人である。
地理学者パウサニアースによると、アニュトスはティーターンの1人で、女神デーメーテールの娘と言われるデスポイナを養育した。アルカディアー地方の都市アカケシオン近くのデスポイナの神域には武装したアニュトスの像があり、デスポイナ女神像のそばに立てられていた。